# Championnats d'Europe de gymnastique rythmique 2020
Navigation
Bakou 2019 Varna 2021
Les 36es championnats d'Europe de gymnastique rythmique ont lieu à Kiev, en Ukraine, du 26 au 29 novembre 2020.
Initialement prévus en mai 2020, ces championnats ont été reportés en raison de la pandémie de Covid-19 ; plusieurs délégations, comme l'Allemagne, l'Italie  ou encore la Russie renoncent à se rendre en Ukraine en raison de la situation sanitaire.

## Médaillées
| Épreuve                     | Or | Argent | Bronze |
| --------------------------- | --- | --- | --- |
| Seniors et Juniors          | | | |
| Équipes                     | Ukraine Individuel junior Polina Karika Karina Sydorak Melaniia Tur Groupe senior Diana Baieva Mariola Bodnarchuk Anastasiya Voznyak Mariia Vysochanska Valeriya Yuzviak | Biélorussie Individuel junior Daria Atamanov Alona Hillel Groupe senior Shai Ben Ruby Ofir Dayan Yana Kramarenko Bar Shapochnikov Yuliana Telegina Karin Vexman | Bulgarie Individuel junior Narmin Bayramova Leyli Aghazada Alina Gozalova Ilona Zeynalova Groupe senior Laman Alimuradova Zeynab Hummatova Yelyzaveta Luzan Maryam Safarova Darya Sorokina |
| Finales senior              | | | |
| Concours général individuel | Linoy Ashram | Alina Harnasko | Anastasiia Salos |
| Finales en groupe senior    | | | |
| Concours général en groupe  | Israël Shai Ben Ruby Ofir Dayan Yana Kramarenko Bar Shapochnikov Yuliana Telegina Karin Vexman                                                                           | Azerbaïdjan Laman Alimuradova Zeynab Hummatova Yelyzaveta Luzan Maryam Safarova Darya Sorokina                                                                  | Ukraine Diana Baieva Mariola Bodnarchuk Anastasiya Voznyak Mariia Vysochanska Valeriya Yuzviak                                                                                             |
| 5 ballons                   | Ukraine Diana Baieva Mariola Bodnarchuk Anastasiya Voznyak Mariia Vysochanska Valeriya Yuzviak                                                                           | Israël Shai Ben Ruby Ofir Dayan Yana Kramarenko Bar Shapochnikov Yuliana Telegina Karin Vexman                                                                  | Estonie Laurabell Kabrits Evelin Naptal Arina Okamanchuk Carmely Reiska Alina Vesselova |
| 3 cerceaux + 4 massues      | Turquie Azra Akıncı Eda Asar Peri Berker Duygu Doğan Nil Karabina | Ukraine Diana Baieva Mariola Bodnarchuk Anastasiya Voznyak Mariia Vysochanska Valeriya Yuzviak                                                                  | Azerbaïdjan Laman Alimuradova Zeynab Hummatova Yelyzaveta Luzan Maryam Safarova Darya Sorokina                                                                                             |
| Finales junior              | | | |
| Cerceau                     | Dina Agisheva | Daria Atamanov | Eva Brezalieva |
| Ballon                      | Polina Karika | Stiliana Nikolova | Yelyzaveta Zorkina |
| Massues                     | Daria Atamanov | Yelyzaveta Zorkina | Evelin Viktória Kocsis |
| Ruban                       | Stiliana Nikolova | Karina Sydorak | Daria Atamanov |